# Pello Bilbao

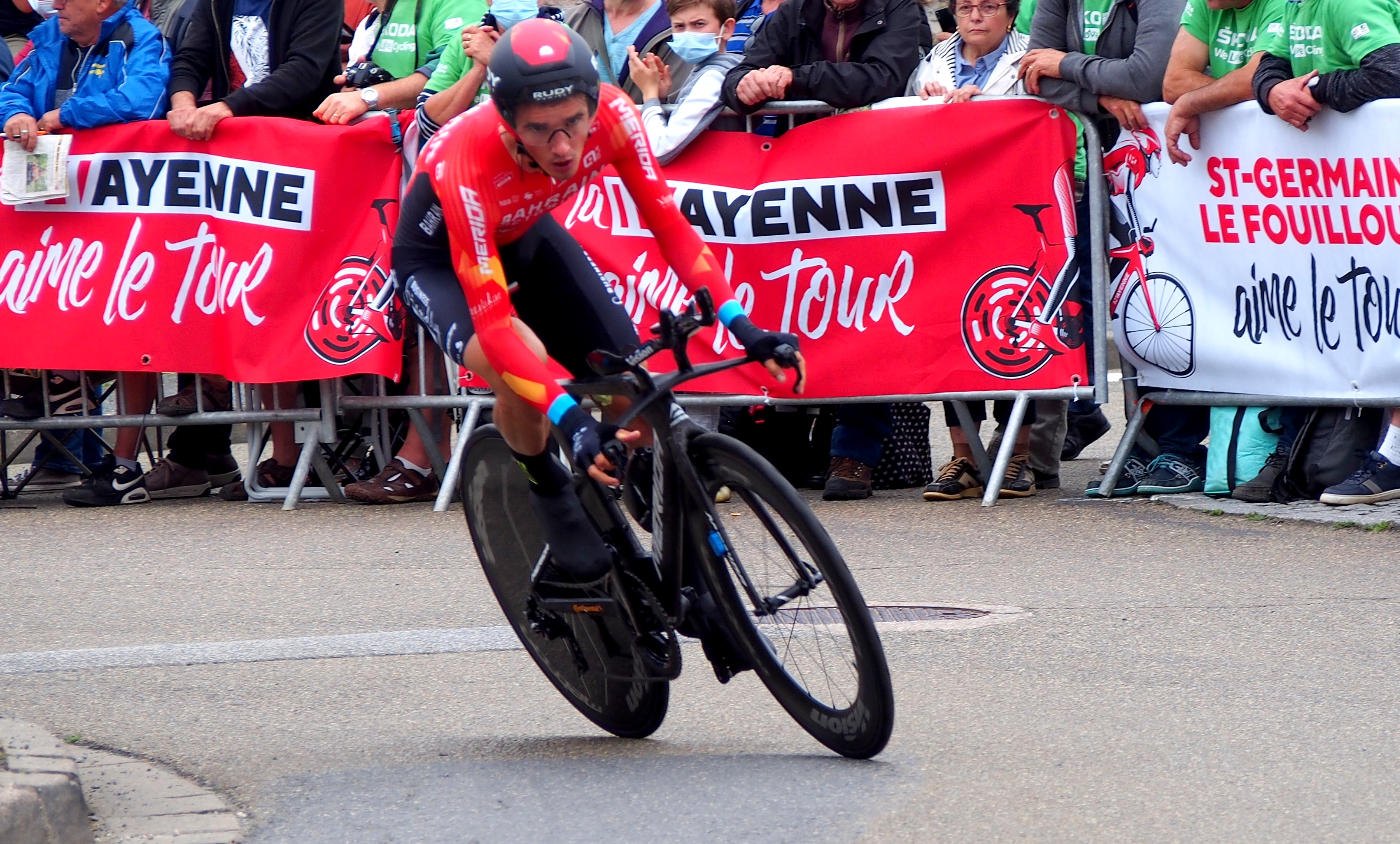
Bilbao während der 5. Etappe der Tour de France 2021

Pello Bilbao Lopez de Armentia (* 25. Februar 1990 in Guernica) ist ein spanischer Radrennfahrer.

## Sportliche Karriere
Nachdem Pello Bilbao zwei Jahre für das Amateurteam Naturgas Energia fuhr, schloss er sich im Jahr 2011 dem baskischen Kontinentalteam Orbea Continental an. Bereits im Mai desselben Jahres wechselte er jedoch zur Euskaltel Euskadi Mannschaft, die als UCI WorldTeam bei den größten und wichtigsten Radrennen startberechtigt war.
Nach drei sieglosen Saisonen wechselte er im Jahr 2014 zum Caja Rural-Seguros RGA Team, wo er mit dem Klasika Primavera de Amorebieta sein erstes Profi-Rennen gewann. Zudem bestritt er mit der Vuelta a España 2014 seine erste Grand Tour und beendete diese auf dem 60. Gesamtrang. Im Jahr 2015 gewann er zunächst die Bergwertung der Andalusien-Rundfahrt, sowie die Punktewertung und eine Etappe der Vuelta a Castilla y León, ehe er nach einem weiteren Etappensieg bei der Türkei-Rundfahrt die Gesamtwertung der Tour de Beauce für sich entschied. Bei der Türkei-Rundfahrt des Jahres 2016 gewann er erneut eine Etappe und trug für drei Tage das Trikot des Gesamtführenden.
Im Jahr 2017 wechselte Bilbao zum kasachischen Astana Pro Team und ging somit wieder für ein UCI WorldTeam an den Start. Nachdem er dreimal die Vuelta a España gefahren war, bestritt er in seiner ersten Saison für seine neue Mannschaft den Giro d’Italia 2017, ehe er am Jahresende zur Vuelta a España zurückkehrte. Dazwischen belegte er den 10. Gesamtrang der Tour de Suisse 2017, einem Rennen der UCI WorldTour. Nachdem er im Jahr 2018 sowohl die Valencia-Rundfahrt als auch die Baskenland-Rundfahrt unter den ersten zehn Fahrern beendet hatte und eine Etappe der Tour of the Alps gewonnen hatte, ging er neuerlich beim Giro d’Italia 2018 an den Start und belegte den sechsten Gesamtrang. Im Anschluss gewann er eine Bergankunft des Critérium du Dauphiné und wurde 27. der Vuelta a España 2018. Im Jahr 2019 feierte er einen Etappensieg bei der Murcia-Rundfahrt und gewann beim Giro d’Italia 2019 zwei Etappen. Zunächst setzte er sich auf der 7. Etappe im Sprint aus der Ausreißergruppe durch, ehe er die anspruchsvolle 20. Etappe für sich entschied. In der Gesamtwertung belegt Bilbao jedoch nur den 31. Rang. Nachdem er Zweiter bei den nationalen Zeitfahrmeisterschaften wurde, startete Pello Bilbao bei der Tour de France 2019, wo er auf der 12. Etappe Etappenzweiter hinter Simon Yates wurde und den 54. Gesamtrang belegte.
Nach drei Jahren beim Astana Pro Team, wechselte Bilbao mit der Saison 2020 zum Team Bahrain-McLaren, das später unter dem Namen Bahrain Victorious fuhr. Nach der durch die COVID-19-Pandemie bedingten Rennpause, wurde er spanischer Meister im Zeitfahren und bestritt die Tour de France an der Seite seines Teamkollegen Mikel Landa. Pello Bilbao wurde 16. der Gesamtwertung und ging am Ende des Jahres auch beim Giro d’Italia 2020 an den Start, den er auf dem fünften Gesamtrang beendete. In den nachfolgenden Jahren wurde er Neunter der Tour de France 2021 und Fünfter des Giro d’Italia 2022 und gewann jeweils eine Etappe der Tour of the Alps 2021 sowie der Deutschland Tour 2022. Im Jahr 2023 gewann er eine Etappe bei der Tour Down Under und feierte seinen ersten Etappensieg bei der Tour de France, als er sich in der Ausreißergruppe im Sprint in Issoire durchsetzte. Zudem belegte er in der Gesamtwertung den 6. Rang. Wenige Wochen später musste er sich bei der Clásica San Sebastián nur dem damaligen Weltmeister Remco Evenepoel geschlagen geben.

## Erfolge
2014
- Klasika Primavera

2015
- eine Etappe Vuelta a Castilla y León
- eine Etappe Presidential Cycling Tour of Turkey
- Gesamtwertung Tour de Beauce

2016
- eine Etappe Presidential Cycling Tour of Turkey

2018
- eine Etappe Tour of the Alps
- eine Etappe Critérium du Dauphiné

2019
- eine Etappe Vuelta a Murcia
- zwei Etappen Giro d’Italia

2020
- Spanischer Meister – Einzelzeitfahren

2021
- eine Etappe Tour of the Alps

2022
- eine Etappe Baskenland-Rundfahrt
- eine Etappe Tour of the Alps
- eine Etappe und Punktewertung Deutschland Tour

2023
- eine Etappe Tour Down Under
- eine Etappe Tour de France

## Grand-Tour-Platzierungen
| Grand Tour            | 2014 | 2015 | 2016 | 2017 | 2018 | 2019 | 2020 | 2021 | 2022 | 2023 | 2024 | 2025 |
| --------------------- | ---- | ---- | ---- | ---- | ---- | ---- | ---- | ---- | ---- | ---- | ---- | ---- |
| Giro d’ItaliaGiro     | –    | –    | –    | 66   | 6    | 31   | 5    | 13   | 5    | –    | –    | 30   |
| Tour de FranceTour    | –    | –    | –    | –    | –    | 54   | 16   | 9    | –    | 6    | DNF  |      |
| Vuelta a EspañaVuelta | 60   | 97   | 78   | 23   | 27   | –    | –    | –    | –    | –    | –    |      |